# Rochester Americans
Rochester Americans, med smeknamnet Amerks, är en ishockeyklubb i Rochester i delstaten New York i USA. Klubben spelar i American Hockey League (AHL) och är en farmarklubb till Buffalo Sabres i National Hockey League (NHL).